# Cimetière Rabelais 1 de Saint-Maur-des-Fossés
Le cimetière Rabelais I est l'un des quatre cimetières municipaux de la ville de Saint-Maur-des-Fossés (Val-de-Marne) en banlieue parisienne. Il est séparé du cimetière Rabelais II par un passage souterrain et se trouve boulevard Rabelais. C'est le plus ancien de la commune.

## Histoire et description

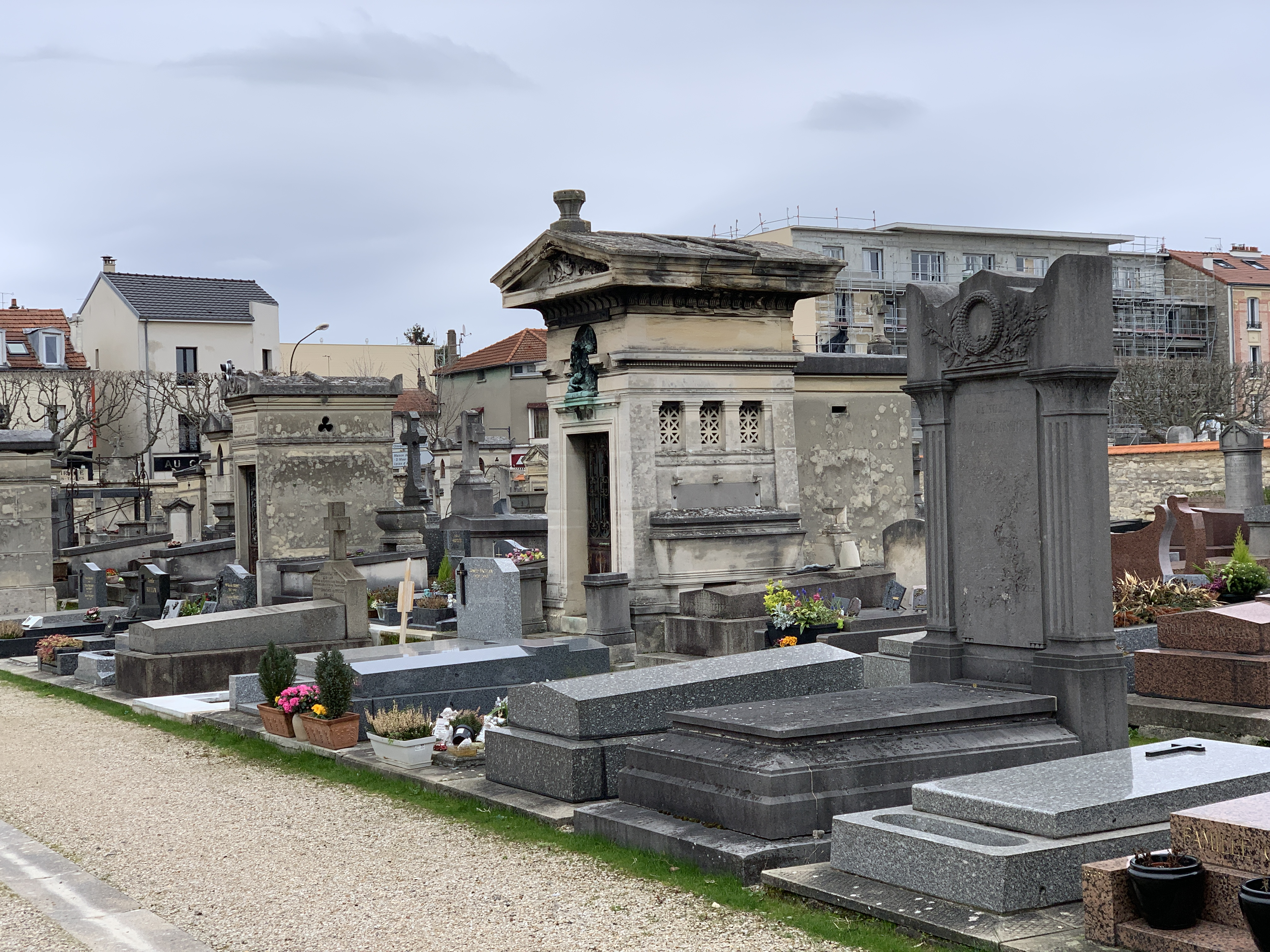
Vue du cimetière.

Le cimetière a été ouvert en 1837 et possède encore nombre de sépultures anciennes dignes d'intérêt (comme la sépulture Dupontavisse) et de chapelles funéraires dont certaines sont inscrites à l'inventaire pour leur importance artistique ou historique, comme celle de la famille du prince Romolo Ruspoli, de la famille Grellet-Desormeaux avec ses mosaïques de Grellet et son vitrail, la chapelle Robineau-Danger de style Art nouveau, la chapelle Lefort avec sa porte de bronze. Des médaillons et des bustes de la fin du XIXe siècle sont remarquables, comme ceux des époux Schlez par Edmond Devaulx ou celui du Dr Tourasse par Legastelois. On note aussi le haut monument pyramidal d'un ancien maire de la ville, Louis Barré (1795-1844).

## Personnalités inhumées
- Albert Dubois (1894-1967), prélat de Sa Sainteté
- Julien Prosper Legastelois (1855-1931), sculpteur
- Nicole Girard-Mangin (1878-1919), femme médecin
- Jugoslav Gospodnetić (1919-2010), homme de lettres
- Luce Legastelois-Brandt (1885-1954), peintre de fleurs, sa fille, enterrée avec son époux Paul-Émile Brandt (1883-1952), créateur de bijoux et médailleur (médaillons)
- Ernest Legrand (1831-1893), architecte du marché du Temple, et son fils Maurice Legrand (1865-1943), architecte
- Baron Étienne-Jules de Marinville (1780-1861), chambellan de Jérôme Bonaparte, roi de Westphalie (chapelle)
- Alice Saunier (1893-1952), amoureuse de Raymond Radiguet, inspiratrice du Diable au corps[2]

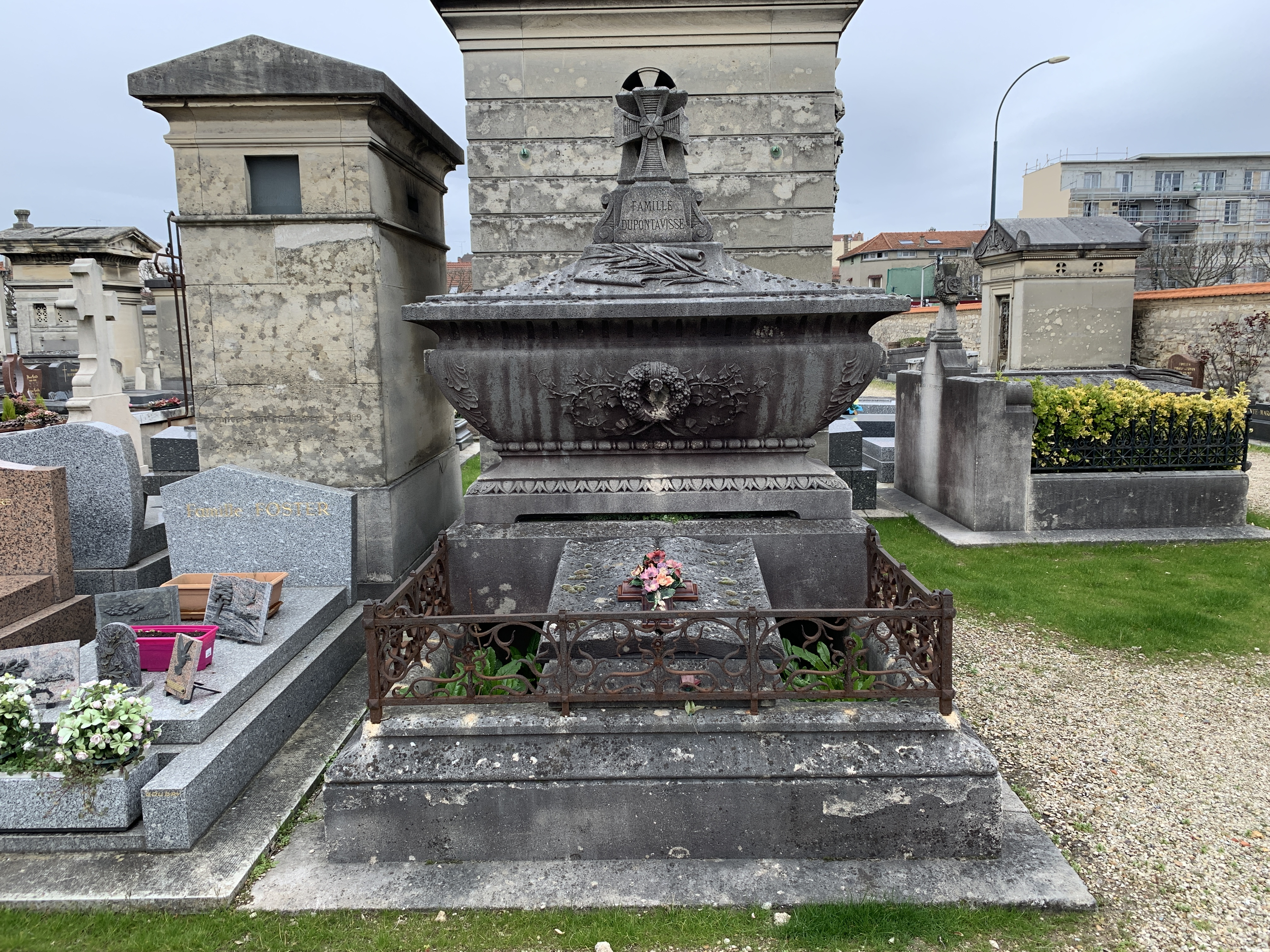
Sépulture Dupontavisse
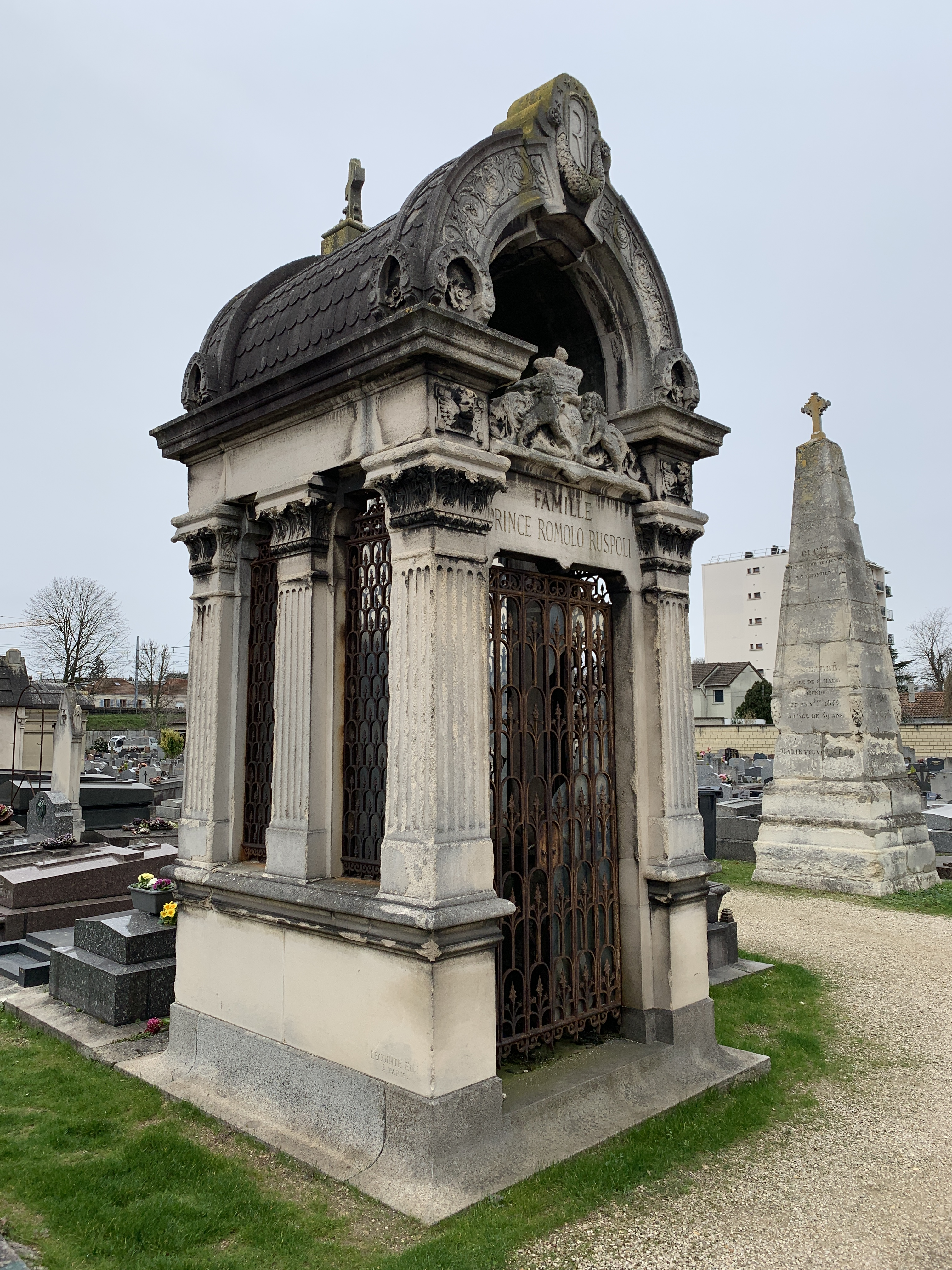
Chapelle du prince Ruspoli
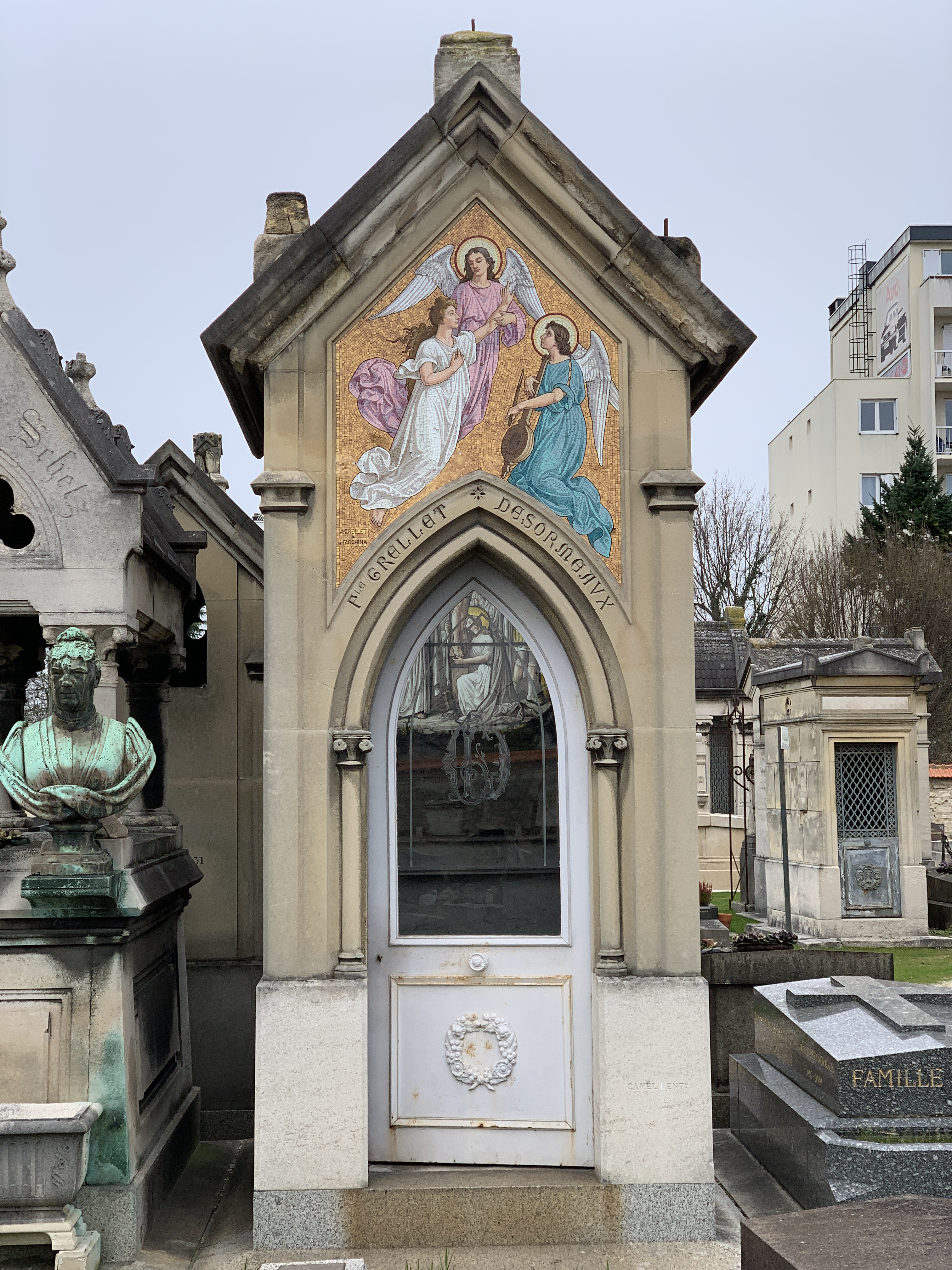
Chapelle Grellet-Desormeaux
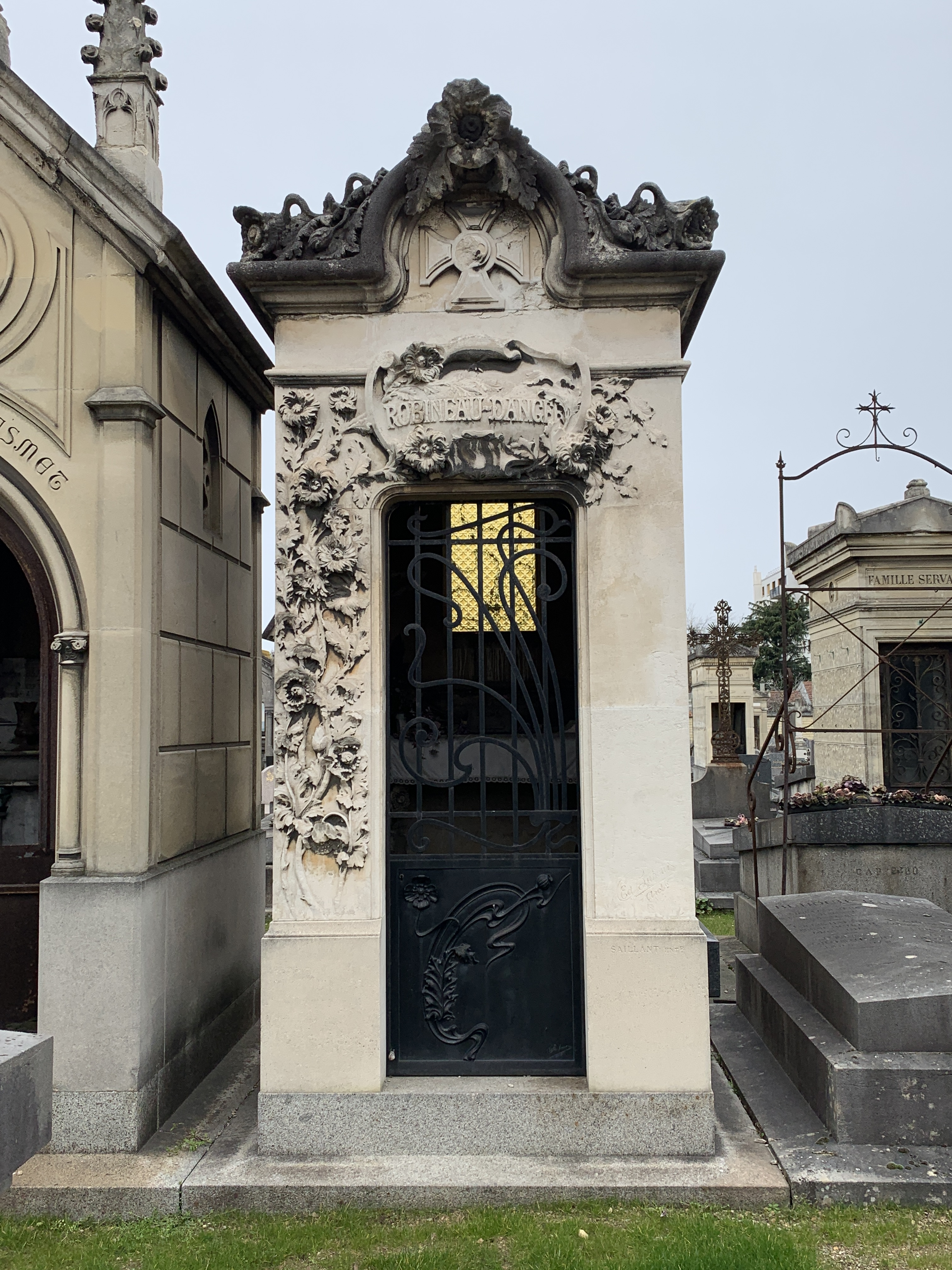
Chapelle Robineau-Danger
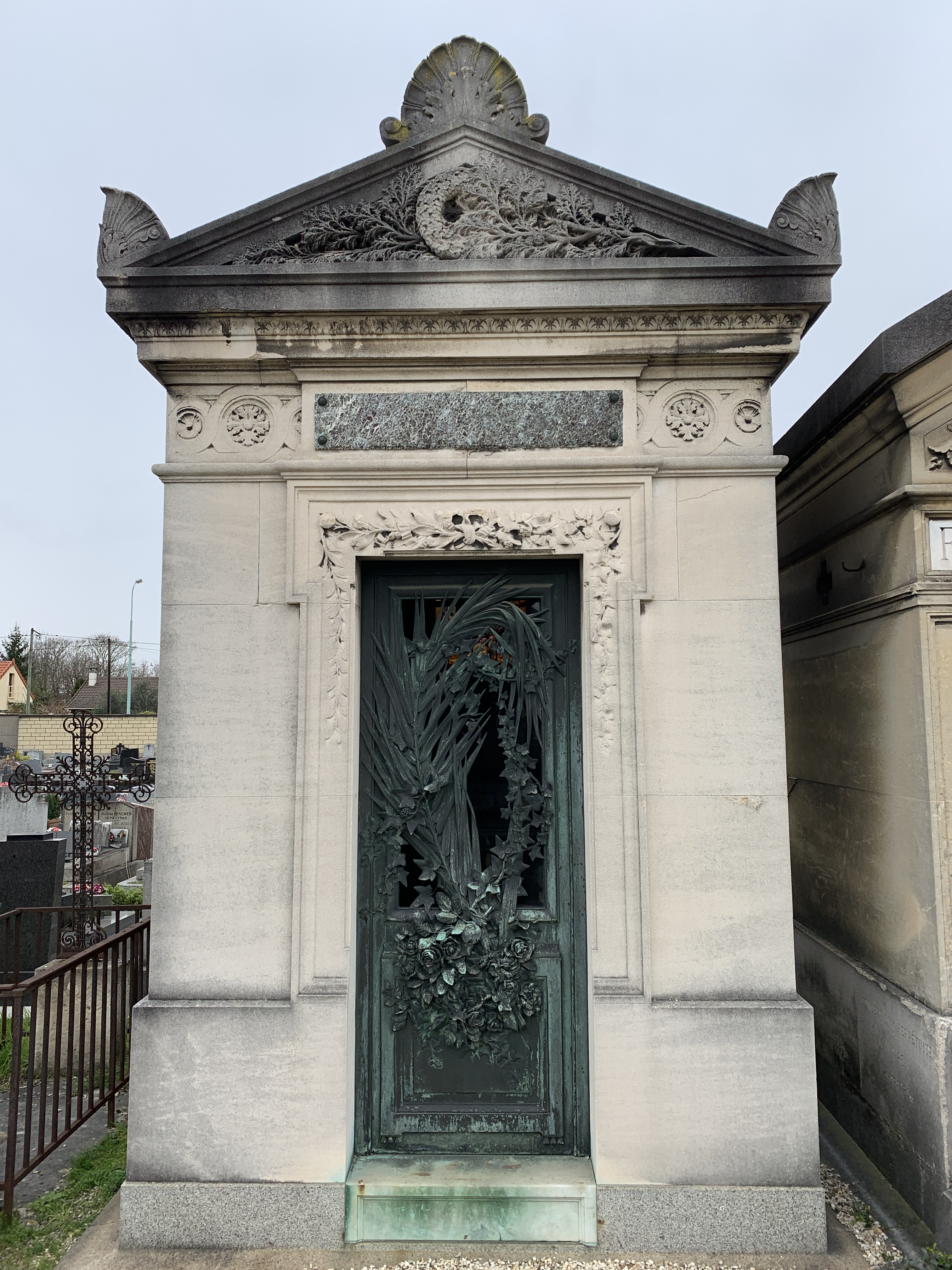
Chapelle Lefort

## Notes et références

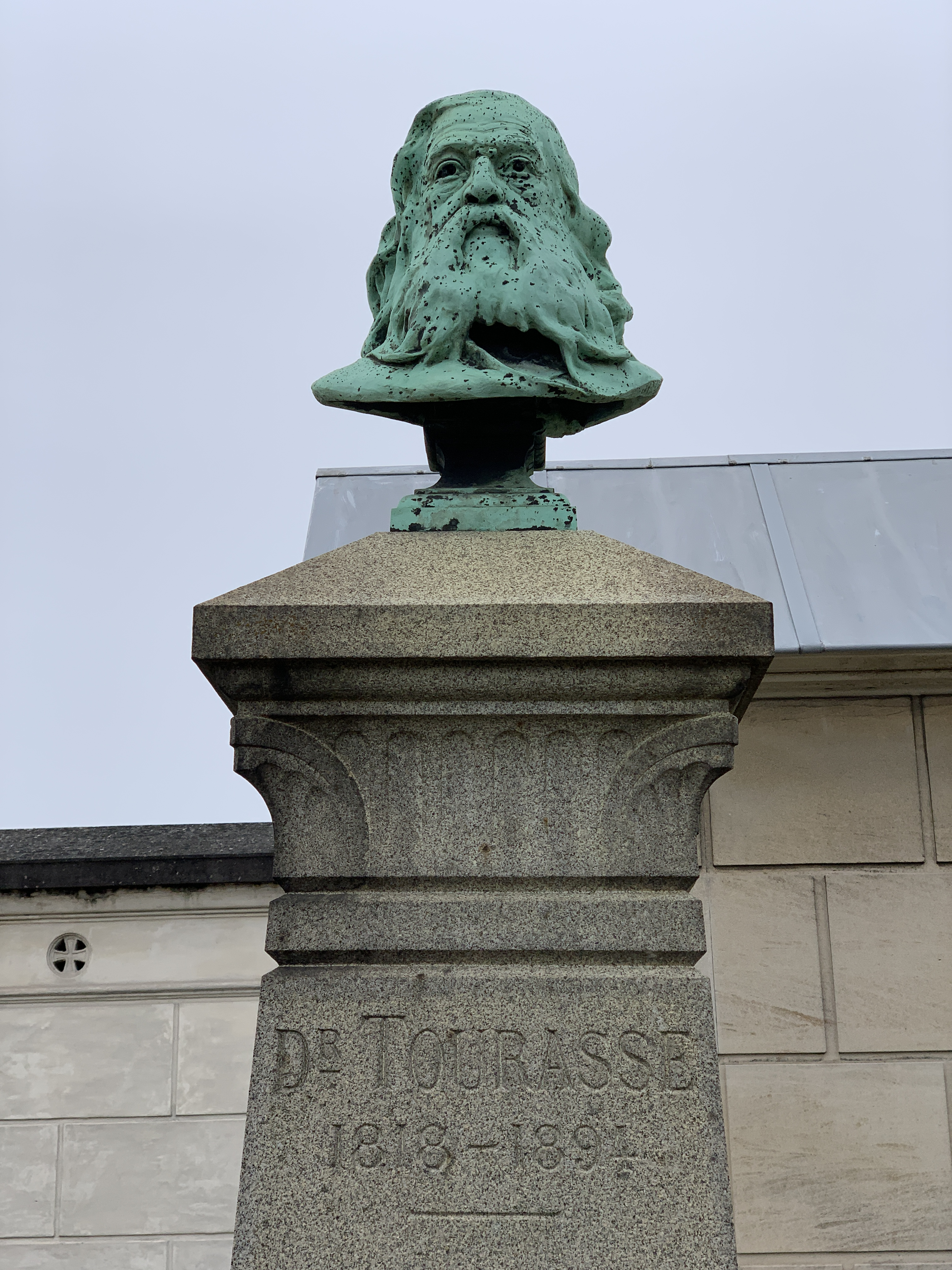
Sépulture du Dr Tourasse (1818-1894), buste de Legastelois.